# Oligonychus martensis
Oligonychus martensis är en spindeldjursart som beskrevs av Meyer 1974. Oligonychus martensis ingår i släktet Oligonychus och familjen Tetranychidae. Inga underarter finns listade i Catalogue of Life.